# Renato Rainha
Antônio Renato Alves Rainha (Presidente Prudente, 10 de março de 1964) é um professor e político brasileiro. É, desde 2001, conselheiro do Tribunal de Contas do Distrito Federal. Anteriormente, integrou a Câmara Legislativa do Distrito Federal de 1995 a 2001, durante sua segunda e terceira legislaturas.

## Biografia
Paulista, Rainha se tornou morador de Brasília ainda durante a infância, em 1972. Após bacharelar-se em direito em 1986 pelo 
Centro Universitário UDF, concluiu pós-graduação em ciências políticas e direito processual. Em 2016, tornou-se mestre em direito pelo Centro Universitário de Brasília (UNICEUB).
De 1987 a 2001, Rainha atuou como delegado da Polícia Civil do Distrito Federal. Ministrou, concomitantemente a tais atribuições, as disciplinas de direito constitucional, direito penal e direito processual penal. Também foi presidente do Sindicato dos Delegados de Polícia do Distrito Federal por dois mandatos.
Na eleição de 1990, Rainha foi eleito deputado distrital, pelo Partido Liberal, com 5.898 votos. Em seu primeiro mandato, presidiu a Comissão de Constituição e Justiça e liderou seu partido na casa. Foi reeleito em 1998 com 30.416 votos, a maior votação para o cargo naquela eleição.
Em 2001, Rainha renunciou a seu mandato parlamentar para assumir o cargo de conselheiro do Tribunal de Contas do Distrito Federal (TCDF). Presidiu esta corte de contas no biênio de 2015 a 2016.
Em 2019, o governador Ibaneis Rocha nomeou sua filha, a psiquiatra Renata Rainha, para integrar o governo distrital, como secretária-adjunta. Ela deixou o governo Ibaneis no mesmo ano.